# هارولد ماين نيكولز
هارولد ماين نيكولز (مواليد 27 يوليو 1961) هو صحفي تشيلي ومدير كرة قدم سابق وكان رئيسًا للاتحاد الوطني لكرة القدم الاحترافية، والاتحاد التشيلي لكرة القدم. وكان مسؤولًا في الاتحاد الدولي لكرة القدم (فيفا). في 6 يوليو 2015، تم إيقافه لمدة سبع سنوات من قبل لجنة الأخلاقيات في الاتحاد الدولي لكرة القدم عن جميع الأنشطة المتعلقة بكرة القدم، بعد أن كان رئيسًا للجنة التقييم لكأس العالم 2018 و2022 وانتقد علنًا قرار إقامة كأس العالم 2022 في قطر. في 2 مارس 2017، استأنف الحظر أمام محكمة التحكيم الرياضية. التي قررت في النهاية أنه لم يكن هناك سوء سلوك حقيقي ورفعت الحكم.

## الدراسات والأسرة[1]
وُلِد هارولد ألفريد ماين نيكولز سيكول في أنتوفاجاستا عام 1961، لأب تشيلي من أصل إنجليزي من إكيكي وأحفاد كرواتيين من بونتا أريناس. وهو متزوج من الصحافية يوجينيا فرنانديز إيبارا، وله منها خمسة أطفال. درس في كوليجيو يوغوسلافو، مدرسة سان خوسيه دي أنتوفاجاستا الإنجليزية وفي كلية سانت جورج، في فيتاكورا، سانتياغو. في منتصف الثمانينيات درس الصحافة في الجامعة البابوية الكاثوليكية في تشيلي، وتم اختياره كلاعب كرة قدم من قبل الاتحاد البابوي لكرة القدم. أثناء دراسته تم ترشيحه لمركز الطلاب.
في حياته المهنية، حيث ترأس القائمة المستقلة، والتي خسرها أمام إستيبان فالينزويلا. وفي عام 1988 حصل على درجة الدراسات العليا في إدارة الأعمال من جامعة أدولفو إيبانيز. هو من مشجعي نادي أنتوفاجاستا الرياضي المعروف، والذي كان عضواً فيه منذ عام 1973.ماين نيكولز من أصل كورنيش وكرواتي.

## مهنة إدارة الرياضة
بعد تخرجه، كرّس نفسه للصحافة الرياضية والتصوير الفوتوغرافي، وهو ما كان يقوم به بالفعل خلال سنوات دراسته. عمل في العديد من وسائل الإعلام المختلفة في بلاده، مثل صحف الأمة والميركوريو والثالثة، بالإضافة إلى المجلات الرياضية النصر والدقيقة 90.
في عام 1986، انضم إلى شركة آسيكوم في مجال العلاقات العامة. وفي عام 1987، انتقل للعمل كمسؤول عن العلاقات العامة والاتصالات في شركة إبسون تشيلي، وهو المنصب الذي شغله حتى عام 1989. وفي عام 1991، عمل كمسؤول إعلامي لبطولة كوبا أمريكا التي أُقيمت في ذلك العام في تشيلي.
في بداية مارس 2011، أسس مؤسسة ربحنا جميعًا المخصصة لتشجيع الرياضة والنشاط البدني. ومن أغسطس إلى ديسمبر 2011، أكمل فترة تدريب في قسم الرياضة بجامعة نوتردام في مدينة ساوث بيند بولاية إنديانا في الولايات المتحدة.
من يناير 2012 إلى سبتمبر 2015، عمل كمستشار رياضي لشبكة تلفزيون الكابل دايركت تي في. ومن بين أنشطته الأخرى، قام بتنظيم بطولة كأس أوروبا الأمريكية في أعوام 2013 و2014 و2015. وهو أيضًا أستاذ في كلية الهندسة في الجامعة الكاثوليكية في تشيلي، حيث درّس مقررات مثل "تاريخ كأس العالم" و"الإدارة في الرياضة".

## مسيرته في الفيفا
في عام 1993، انضم إلى الاتحاد الدولي لكرة القدم (فيفا) كمسؤول صحفي لكأس العالم التي أقيمت في العام التالي في الولايات المتحدة، وتحديداً في مقر الاتحاد في بوسطن. عمل بعد ذلك كمسؤول صحفي لكأس العالم لكرة القدم تحت 17 سنة 1995 التي أقيمت في الإكوادور، ومنسق عام لكرة القدم في أولمبياد أتلانتا عام 1996 وكأس العالم لكرة الصالات عام 1996، ومدير المنتخب الوطني للاتحاد التشيلي لكرة القدم، وهو المنصب الذي تخلى عنه في عام 1996 بعد إقالة زابيير أزكارجورتا من تدريب المنتخب الوطني التشيلي - ومسؤول صحفي في مقر بوردو لكأس العالم لكرة القدم عام 1998.
ثم تم تعيينه منسقاً عاماً لكأس العالم لكرة القدم تحت 20 سنة 1999، وكأس القارات 1999، وكأس العالم للأندية 2000، ومقر بريزبين في أولمبياد سيدني 2000، ومقر كريت في أولمبياد أثينا 2004، وكأس القارات 2001، ومقر سيول لكأس العالم لكرة القدم 2002، وكأس العالم لكرة القدم الشاطئية 2005، ومقر فرانكفورت لكأس القارات 2005، وكأس العالم لكرة القدم تحت 17 سنة 2005، ومن مقر ميونيخ في كأس العالم لكرة القدم 2006 والكأس الذهبية (عامي 2011 و2013).
تولى مسؤولية برنامج هدف الفيفا لمدة عقد من الزمن. وكان عضواً في فريق التفتيش لكأس العالم 2010. في مايو 2012، استقال من الاتحاد الدولي لكرة القدم، وكانت تلك آخر وظيفة له في الأخير، حيث تفقد ترشيحات كأس العالم 2018 و2022، وتم تعيينه من قبل الاتحاد مفوضًا لكرة القدم في أولمبياد لندن 2012 في مقر كارديف، ويلز.

## ان اف بي
بالتوازي مع عمله في الاتحاد الدولي لكرة القدم، تولى في عام 2007 منصب رئيس الاتحاد التشيلي لكرة القدم والرابطة الوطنية لكرة القدم الاحترافية. في فترته تأهل المنتخب الأول لكأس العالم 2010 التي أقيمت في جنوب أفريقيا، تحت قيادة المدرب الأرجنتيني مارسيلو بييلسا، الذي تعاقد معه ماين نيكولز. في عامي 2008 و2009 تم تمييزه من قبل دائرة الصحفيين الرياضيين في تشيلي باعتباره "أفضل مدير [رياضي]" في البلاد. سعى إلى فترة جديدة في اتحاد كرة القدم التشيلي في الانتخابات التي أجريت في نوفمبر 2010، لكنه هزم من قبل خورخي سيغوفيا، رجل الأعمال الإسباني ورئيس الاتحاد الإسباني. قبل يوم واحد من الانتخابات، قال مارسيلو بييلسا إنه لن يستمر في قيادة فريق كرة القدم إذا فاز سيغوفيا في الانتخابات. تم الطعن في الانتخابات من قبل مجلس يرأسه ماين نيكولز، مما أدى إلى عدم تمكن سيغوفيا من تولي منصبه. وتم إجراء انتخابات جديدة، لم يترشح فيها ماين نيكولز لمنصبه، وتم انتخاب سيرجيو جادو،19 وتم تعيين سيغوفيا نائباً للرئيس. وأدى ذلك إلى استقالة مارسيلو بييلسا في 4 فبراير 2011.

## العودة إلى إدارة الرياضة
في عام 2019، انضم إلى مجلس إدارة شركة بلانكو ونيغرو- المدير الإداري لشركة كولا كولا بمنصب نائب الرئيس التنفيذي كممثل لكتلة أنيبال، الذي قاد التصويت في اجتماع المساهمين في ذلك العام.

## منظمة غاناموس تودوس غير الحكومية
بعد مغادرته الاتحاد الوطني لكرة القدم في تشيلي عام 2011، أسس هارولد ماين نيكولز مؤسسة ربحنا جميعًا بهدف نشر الرياضة والنشاط البدني في جميع أنحاء تشيلي. اليوم، بالتعاون مع منظمة ربحنا جميعًا، تمكن هارولد من الوصول إلى أكثر من 230 بلدية في البلاد، حيث قام بتدريب 8,905 أشخاص بالغين ونظم أنشطة استفاد منها 196,917 طفلًا.

## كتبه
- إل كاسو روخاس، مسابقة عالمية (1990)، شارك في تأليفه ماركو أنطونيو كومسيل
- تاريخ أمريكا الجنوبية في كأس العالم (2006)
- Rincones bajo los 3 Palos (2015)، كتاب الصور الفوتوغرافية.